# Romerska republiken
För andra betydelser, se Romerska republiken (olika betydelser).

Rom och dess grannar cirka 500 f.Kr.

Romerska republiken var en period i Romerska rikets historia. Under republikens tid utvecklades Rom från en stadsstat bland många till ett imperium som i stort sett gjorde Medelhavet till ett romerskt innanhav. Det latinska uttrycket res publica kan närmast översättas med allmänna angelägenheter. Från republikens tidigare tid finns få eller inga skrivna källor, och dagens historieskrivning har att förlita sig dels på arkeologiska fynd, dels på berättelser som skrivits ned flera hundra år efter de påstådda händelserna. Den viktigaste av dessa romerska historieskrivare var Titus Livius, död år 17 e.Kr. Republikens senare tid finns beskriven av historiker som Polybios (omkring 200–120 f.Kr.) och dokumenterad genom samtida skrifter av olika slag.
Republiken grundades enligt traditionen då Roms siste kung Tarquinius Superbus störtades 509 f.Kr., och varade i över 450 år. Under republikens slutskede fördes flera inbördeskrig, som slutligen ledde till att Rom blev ett kejsardöme. Olika historiker ser olika tidpunkter som slutet för den romerska republiken: Mordet på Julius Caesar (44 f.Kr.), slaget vid Actium (31 f.Kr.) eller då Gaius Octavianus fick hederstiteln Augustus (27 f.Kr.).

## Romerska republiken fram till 300 f.Kr.

### Republikens grundande
Enligt traditionen grundades den romerska republiken genom att kungen Tarquinius Superbus störtades år 509 f.Kr. Det som hände, enligt historieskrivare som skrev ned berättelsen åtskilliga århundraden senare, var att kungens son våldtog en gift och mycket ärbar kvinna vid namn Lucretia, och att hon i skammen över detta tog sitt eget liv. Detta ledde till ett uppror mot kungen och ett inbördeskrig där den etruskiskättade Tarquinius sökte hjälp hos Roms etruskiska grannar men slutligen fick se sig besegrad och lämnade Rom. Då tog, enligt de romerska historieskrivarna, den republikanska eran sin början, komplett med alla de institutioner som den sedermera kom att kännetecknas av. Nutida forskning ser i stället skapandet av den republikanska statsmakten som en process som drog ut över årtionden eller till och med århundraden.
Den romerska republikens tideräkning utgick från vilka personer som varje år var valda till consules, den högsta statliga befattningen. Enligt den etablerade romerska historien var de båda första konsulerna den döda Lucretias make Lucius Tarquinius Collatinus och upprorsledaren Lucius Junius Brutus. Historieskrivaren Livius, verksam kring vår tideräknings början, konstaterar dock att det är nästan omöjligt att veta säkert vilka som innehade ämbetet för så länge sedan, och nutida forskning kan konstatera att själva ordet konsul inte dyker upp i några källor förrän ungefär tvåhundra år efter republikens påstådda grundningsår. Republikens tidiga tid är alltså nästan lika svårgripbar som kungatiden, med en historieskrivning som säkerligen syftade till att legitimera en senare tids syn på det förflutna och förankra dess institutioner i en halvt mytisk storhetstid.
Republikens grundläggning medförde också ett åtskiljande av den världsliga och andliga makten. Kungen hade tidigare både haft båda dessa makter, men nu inträdde en skilsmässa genom att den politiska makten gick till konsulerna (till en början kallade praetorer) och en pontifex maximus fick överinseendet inom kulten.

### Myterna om republikens storslagna första tid.
Titus Livius och andra romerska författare från århundradet kring vår tideräknings början berättar om heroiska härförare och stora slag som ska ha utspelats under den romerska republikens första tid. Några av dessa berättelser återges nedan. Den nutida romforskningen kan dock konstatera att det knappast handlade om sammandrabbningar mellan arméer från olika stater, utan snarare om överfall och plundringsräder mellan grannar och lokala krigsherrar, allt inom någon mils avstånd från staden. Även om de stora ledarna kanske har funnits så finns det anledning att tro att mycket som berättas om dem tillhör mytens värld snarare än verklighetens. De arkeologiska fynden tyder inte på någon storslagen inledning av republikens utan visar snarare att Rom hade en nedgångsperiod under 400-talet.
Sagan berättar, hur den landsflyktige Gaius Marcius Coriolanus i spetsen för volskerna bragte Rom i yttersta fara. År 485 f.Kr. segrade Rom över volskerna, 484 f.Kr. över aequerna. Även 458 f.Kr. ska diktatorn Lucius Quinctius Cincinnatus ha besegrat det senare folket och därmed räddat en romersk, av fiender omringad, här. På denna tid synes Rom ha haft en tills vidare obestridd hegemoni i Latium. I ett handelsfördrag med Kartago (509) förpliktar sig kartagerna att ej angripa Roms bundsförvanter – sålunda existerade ett latinskt förbund – och från 493 f.Kr. har vi en förteckning på 30 latinska städer, som var medlemmar av förbundet. Över volskerna vanns en ny seger 446 f.Kr och mot aequerna fördes åter krig år 432 f.Kr, med en lysande seger för Rom under Aulus Postumius. Ytterligare segrar ska ha skett 418 f.Kr. och 414 f.Kr. Anxur (det nuvarande Terracina) erövrades 406 f.Kr. Även mot Etrurien vände Rom sina vapen. Städerna Veji och Fidenae var de närmaste fienderna; det förra tillfogade Rom det svåra nederlaget vid Cremera 477 f.Kr., då 306 medlemmar av klanen Fabius ska ha stupat efter ett hjältemodigt försvar. Ännu på Augustus tid förvarades i Jupiter Feretrius tempel de krigstroféer (spolia opima) som Aulus Cornelius Cossus (omkring 426 f.Kr.) ska ha tagit från anföraren för Fidenaes här.

### De tolv tavlorna
Vid sidan av de traditionsburna berättelserna om erövringar och krig finns en källa till förståelse av den tidiga republiken i den så kallade "tolv tavlornas lag". Den består av ett antal regler som ristades in på tolv bronstavlor vid mitten av 400-talet f.Kr. och som sedan dess skrevs av och lärdes utantill av många generationer av romare. De ursprungliga bronstavlorna har gått förlorade, men sentida forskare har kunnat rekonstruera åtminstone delar av deras innehåll.
Tillkomsten av de tolv tavlorna var ett viktigt steg i formerande av en stat, med fastlagda regler för hur olika typer av konflikter ska hanteras. Reglerna tar knappast upp frågor som idag skulle rubriceras som konstitution, utan berör mestadels mera vardagsnära förhållanden. Därigenom avslöjar de en hel del om det samhälle där de skapades. Det var ett samhälle med stor ojämlikhet. Där fanns slavar, som blivit ofria genom egna skulder eller som tillfångatagits i krig, och även slavarnas barn blev slavar. Lagen påbjöd mycket högre straff för slavar än för fria män som begått samma brott, samtidigt som ett brott mot en slav bara ansågs hälften så grovt som mot en fri man. Slavarna kunde dock bli frigivna.
Även bland den fria befolkningen fanns tydliga hierarkier. Skillnaden mellan patricier och plebejer handlade om familjetillhörighet och härkomst, där patricierna var de högättade som skulle kunna jämföras med senare tiders adel. Skillnaden mellan assidui och proletarii var den mellan besuttna och egendomslösa. Förhållandet mellan rik och fattig tog formen av patronus–klient, där klienten (som kan jämföras med en torpare) var beroende av sin patronus för skydd, stöd och ibland även försörjning och i gengäld ställde upp med tjänster när patronus så önskade och röstade på honom om han ställde upp i val.
De bevarade delarna av de tolv tavlornas lag nämner inga offentliga institutioner eller ämbeten, med undantag för en kvinna som i sin egenskap av vestalisk jungfru stod fri från sin faders kontroll, och det finns alltså ingenting som tyder på en utvecklad statsapparat. Inte heller finns några hänvisningar till världen utanför Rom, varken som fiender eller som allierade. De tolv tavlornas Rom framstår som en jordbruksbaserad stad som prioriterar sitt inre liv snarare än relationerna med omvärlden – detta i skarp kontrast mot den erövrarnation som skildras av Livius och andra senare historieskrivare.

### Patricier och plebejer
Klassmotsättningen mellan patricier och plebejer kommer till tydligt uttryck i de tolv tavlorna, och ännu mycket mera så hos Livius och andra senare historieskrivare. I den traditionella berättelsen beskrivs hur plebejerna redan år 494 f.Kr., alltså kort efter republikens grundande, genomförde en kraftfull aktion i protest mot att de inte hade samma rättigheter som patricierna. De tågade helt enkelt ut ur staden, som en sorts strejk eller myteri, och lyckades därigenom få till stånd den första av en serie reformer som gradvis minskade skillnaden mellan patricier och plebejer. Den första förändringen var att man år 494 inrättade ämbetet folktribun, med speciell uppgift att försvara plebejernas intressen. Andra viktiga reformer gjordes år 367, då även plebejer fick rätten att väljas till konsuler, och år 326, när det blev förbjudet att förslava någon på grund av skulder. Från den tidpunkten hade alla romare en okränkbar rätt till frihet. Det berättas om en ung plebejisk flicka, Virginia, som dödades av sin egen far inför hotet att bli bortrövad och våldtagen av en patricier. Hennes öde ledde till starka protester från plebejernas sida, något som enligt Livius ledde till att friheten återupprättades efter en tid av stärkt patricierdominans. Allt detta har setts om ett storartat exempel på hur en förtryckt grupp kan tvinga fram ett mera jämlikt och demokratiskt samhälle.
Nutida forskning kan visa på en rad inkonsekventa och anakronistiska inslag i den traditionella berättelsen, men bekräftar samtidigt att 400- och 300-talen f.Kr. var en tid av hårda sociala konflikter mellan en liten privilegierad bördsaristokrati och det stora befolkningsflertalet. Resultatet blev dock inte att alla romare fick samma rätt till inflytande, i stället ersattes bördskriterierna med hårda ekonomiska krav på den som skulle väljas till politiska ämbeten. Resultatet blev en ny härskande klass, nobiliteten, bestående av rika patriciska och plebejiska familjer. Även inom denna klass var det endast männen som kunde delta i delta i det politiska livet.
Året 367 har dock även i nutida historieskrivning en viktig betydelse, men inte av samma skäl som hos Livius utan för att både själva konsulsämbetet och senaten tycks ha etablerats på allvar vid denna tidpunkt.

### Expansion i närområdet

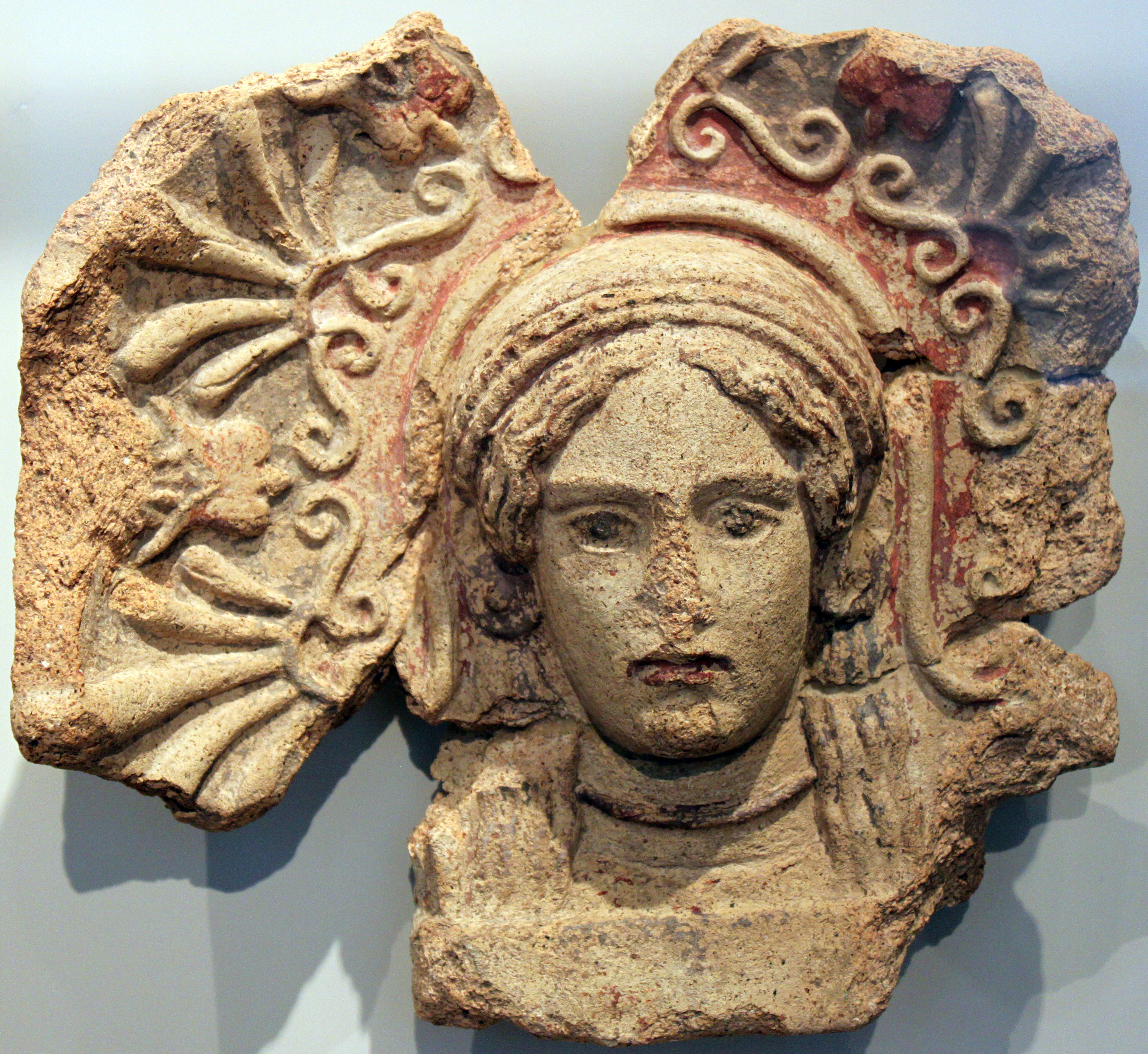
Etruskiskt antefix från Volsinii, c.a 425–400 f.Kr.

Om 400-talets krig och fältslag kan ses som myter så finns det mera substans i berättelsen om kriget mot Veji kring år 400. Veji var en blomstande etruskisk stad av ungefär samma storlek som Rom, belägen cirka femton kilometer bort på andra sidan Tibern. Efter ett 11-årigt krig erövrades Veji år 396 f.Kr. av Marcus Furius Camillus. Enligt Livius var detta krig det första där skattemedel användes för att betala sold till krigsfolket. Oavsett om detta stämmer eller ej kan påståendet ses som ett tecken på att det nu fanns början till en centraliserad krigsmakt, i stället för de tidigare krigsherrarnas privata krigsband. Efter segern gjordes Veji till en del av Rom, som på så vis utökade sitt territorium med ungefär 60 procent och välkomnade de besegrade som romerska medborgare.
Livius berättar att romarna genom denna seger kunde flytta fram sitt välde i Etrurien ända till trakten av Viterbo. 395 f.Kr. utbröt ett krig med faliskerna. Mot aequerna utkämpades den avgörande striden 392 f.Kr. Volskerna hade samtidigt bemäktigat sig de romerska kolonierna Velitrae och Satricum; detta föranledde ett krig, som slutades med romarnas seger. I Etrurien led invånarna i Vulsinii ett nederlag 391 f.Kr.

### Invasion från norr
Enligt Titus Livius mötte Rom ett stort bakslag år 390 då staden invaderades av ett nordligt folk som av Livius kallas galler. Staden blev grundligt förstörd och grundlades på nytt av Marcus Furius Camillus. Även beskrivningen av dessa händelser har i mycket karaktären av saga, men den stöds delvis av arkeologiska fynd och dess trovärdighet stärks av att Livius delvis bygger på en numera försvunnen källa som skrevs så tidigt som 270 f.Kr av senatorn Fabius Pictor. Årtalet är dock omstritt, och nyare litteratur anger att Rom brandskattades av kelter efter slaget vid Allia år 387 f.Kr.
Livius berättelse, återberättad i början av 1900-talet, är följande: Gallerna hade, okänt varifrån, gått över Alperna och bemäktigat sig Poslätten (Gallia cisalpina), kastat sig över etruskerna där och undanträngt umbrerna från Adrias kust ända till Ancona. Sedan gick en svärm av främlingar över Apenninerna och belägrade Clusium i Etrurien. Romerska sändebud, berättas det, sändes dit och deltog mot folkrättens sedvanor i kampen. Gallerna fordrade de skyldigas utlämnande, och då deras begäran avslogs, tågade de under sin brennus (hövding) mot Rom. Vid Allia, en biflod till Tibern, blev romarna och deras bundsförvanter slagna. Staden togs utan motstånd och gick till en stor del upp i lågor (390, enligt andra 387 eller måhända 388). Rom måste betala 1 000 marker guld, innan det kunde förmå erövrarna till avtåg. Den romerska nationalkänslan kunde ej lida detta förnedrande minne; så uppstod sagan, att Camillus besegrat gallerna och fråntagit dem lösesumman. Ännu två gånger ryckte gallerna till närheten av Rom, 361 f.Kr. ända ner till Kampanien, men 334 f.Kr. slöts med dem formlig fred. I dessa krig utfördes enligt traditionen stora bragder av Titus Manlius Imperiosus Torquatus och Marcus Valerius Corvus. Från den tiden är legenden om de åt Juno helgade gässen, som vid gallernas anfall skulle ha varskott vakterna på Capitolium.
Efter den galliska invasionen av Rom byggde man en kraftig försvarsmur av sten som hämtades från det nya territoriet kring Veji. Händelserna lämnade också tydliga spår i senare romares syn på sin historia och på sitt förhållande till yttervärlden, med en ständig medvetenhet om att nya erövrare skulle kunna komma över alperna. Mer konkret blev händelserna kring år 390 inledningen av ett århundrade med mycket större militära konflikter än tidigare, med kraftigt utökad krigsmakt och så stora territoriella erövringar att Livius i sin historia jämför 300-talets segerrika Rom med den ungefär samtida Alexander den store.

### Från stadsstat till regional stormakt

Roms territorium och allierade år 338 f.Kr.

Redan under kungatiden hade Rom blivit ledande inom det som i historieskrivningen kallas latinska förbundet, bestående av ett antal närliggande statsstater, byar och stammar med gemensamt språk. År 343 skedde ett uppror mot Roms dominans inom förbundet. Upproret slogs ned i det som brukar kallas latinska kriget, och när freden slutits och förbundet upplösts år 338 började Rom tillämpa principen söndra och härska (divide et impera) för att stärka sin ställning genom att spela ut motståndarna mot varandra. Samtidigt gjordes den befolkningen till någon sorts romerska medborgare, ibland med men ofta utan rösträtt (civitas sine suffragio) men helt klart med en annan definition av "romare" än den tidigare, som varit strikt knuten till själva staden Rom. Enligt romforskaren Mary Beard var Roms syfte med erövringarna inte att lägga under sig territorium, utan att ta kontroll över människor, och oftast var den enda typ av beskattning som lades på de besegrade att de skulle bidra med manskap till den växande romerska armén.
Mellan 343 och 290 f.Kr. utkämpades det som brukar kallar samniterkrigen. Samniterna var ett folk som bodde i ett ganska stort område söder om Rom, men krigen som fått deras namn ska inte ses som regelrätta krig med två väldefinierade motståndare. Snarare var det period med en mängd militära konflikter där Rom, i kraft av sin överlägsna och växande armé, kunde lägga under sig allt flera folk och därmed få tillgång till ytterligare soldater. Det största slaget utspelades vid Sentinum år 295 f.Kr. Där deltog enligt Titus Livius 16 000 romerska soldater och lika många allierade. Både antalet soldater och det faktum att Sentinum ligger nära Adriatiska havet, 30 mil från Rom, visar på en helt annan militär verklighet än hundra år tidigare.
I Livius skildring av 300-talets krig finns hjältar som konsuln Publius Decius Mus den äldre, som genom att frivilligt offra sitt eget liv räddade sin här, och om konsuln Titus Manlius Imperiosus Torquatus, som lät avrätta sin egen son för brott mot krigsdisciplinen. Dessa båda konsuler vann slaget vid Vesuvius (340).
Expansionen var inte bara militär, utan innebar även en växande handel. Med Karthago slöts 348 ett handelsfördrag, vars ordalydelse vi känner. De latinska kuststäderna byggde fartyg för handelsfärder eller sjöröveri. De stora militära framgångarna, de många nya medborgarna eller allierade och de många och komplicerade formerna för att vara "romare" ställde också nya krav på samhällets infrastruktur och organisation.

## Romerska republiken efter 300 f.Kr.

Roms erövringar på Apenninska halvön.

Kring år 300 f.Kr. hade staden Rom uppskattningsvis mellan 60 000 och 90 000 invånare och var därmed en av de största städerna i medelhavsområdet. Det område som direkt kontrollerades av Rom beräknas ha haft kring en halv miljon invånare, och om man räknar med det område som kontrollerades indirekt via allianser och överenskommelser var invånarantalet ännu mycket större.
Vid denna tid hade de statliga institutioner etablerats som har setts som typiska för republiken: Varje år valdes två konsuler, som styrde riket med hjälp av ett antal underordnade ämbetsmän som hade titlarna praetor och quaestor och med ett samlingsnamn kallades magistrater. Senaten var en permanent rådgivande församling som till största delen bestod av dem som tidigare hade innehaft statliga ämbeten. Dessutom fanns folkförsamlingar (comitia) som stiftade lagar, dömde i grova brottmål och hade att besluta i frågor om krig och fred. De valdes av medborgarna, men rösträtten varierade beroende på egendom och folkförsamlingarna dominerades av de förmögna.

### Erövringen av de grekiska kolonierna och de puniska krigen
I slutet av 280-talet f.Kr. inleddes ett mer än 10 år långt krig mellan Rom och de grekiska kolonistäderna i Syditalien, ett krig som idag kallas Pyrriska kriget. Grekerna tog hjälp av den makedonske kungen Pyrrhus (se även Pyrrhusseger), men kunde trots det inte stå emot romarna. Erövringen av de grekiska kolonierna fick stor kulturell betydelse. Grekisk bildning och litteratur förmedlades till Roms ledande kretsar av välutbildade grekiska slavar, och Odysséen och annan grekisk litteratur översattes till latin. Grekiska konstföremål togs som krigsbyte och blev så småningom stilbildande.
År 270 f.Kr. var större delen av Apenninska halvön i romerska händer. Rom var den regional stormakten, men det område man behärskade var inte en centraliserad stat med enhetlig administration utan en federation (av latinska foedos: pakt, fördrag) av stammar och stadsstater. De var tvungna att bidra med soldater till Roms krigsmakt och tilläts inte bedriva utrikespolitik eller föra krig på egen hand – allt sådant sköttes av den romerska senaten. Inre angelägenheter däremot kunde varje stam eller stad i hög grad hantera själva, så länge det inte hotade Roms intressen. I vissa stammar eller stater hade männen romerskt medborgarskap, med eller utan rösträtt, men de var samtidigt medborgare i sin egen stam eller stad. Stora delar av området var landsbygd utan anknytning till stadsliv. Rom hade militärkolonier på strategiskt viktiga platser och byggde vägar för snabba truppförflyttningar, och det växte gradvis fram nya tätorter som med tiden fick status av municipium.
När de grekiska kolonierna hade ställts under Roms överhöghet dröjde det inte länge innan Rom drogs in i deras inbördes strider och därmed indirekt i deras konflikt med feniciska republiken Kartago. Handelsrepubliken Kartago hade sitt centrum i staden med samma namn, belägen i nuvarande Tunisien. Kartago kontrollerade hela Medelhavskusten mellan östra Tunisien och Gibraltar. Dessutom var även Sicilien och stora delar av Sardinien under Karthagos kontroll. Med hänvisning till att deras allierade begärde hjälp mot kartagisk aggression tog den romerska folkförsamlingen (comitia centuriata) år 264 f.Kr. beslutet att gå över Messinasundet och konfrontera Kartago, som man tidigare hade haft vänskapliga relationer med. Detta blev inledningen till de tre krig som kallas de puniska, efter romarnas namn på fenicierna (puner). De tre puniska krigen, under perioden 264 f.Kr. till 146 f.Kr., resulterade i att Kartago till slut förstördes och alla dess besittningar erövrades av Rom.
- Första puniska kriget varade 264–241 f.Kr. Kartago var överlägsna romarna till sjöss men Rom lyckades trots det bygga upp en flotta som matchade Kartagos. Största delen av kriget utspelades på och runt Sicilien. Efter hårda strider stod Rom till slut som segrare år 241 f.Kr. Kartago fick avstå större delen av Sicilien samt Sardinien och Korsika och betala ett stort krigsskadestånd. Därefter byggde Kartago ut sitt välde över den iberiska halvön, där även Rom hade intressen att bevaka genom sin allierade stat Massilia. I ett fördrag år 226 drogs gränsen mellan Roms och Kartagos maktområden vid floden Ebro i norra Spanien.[28]

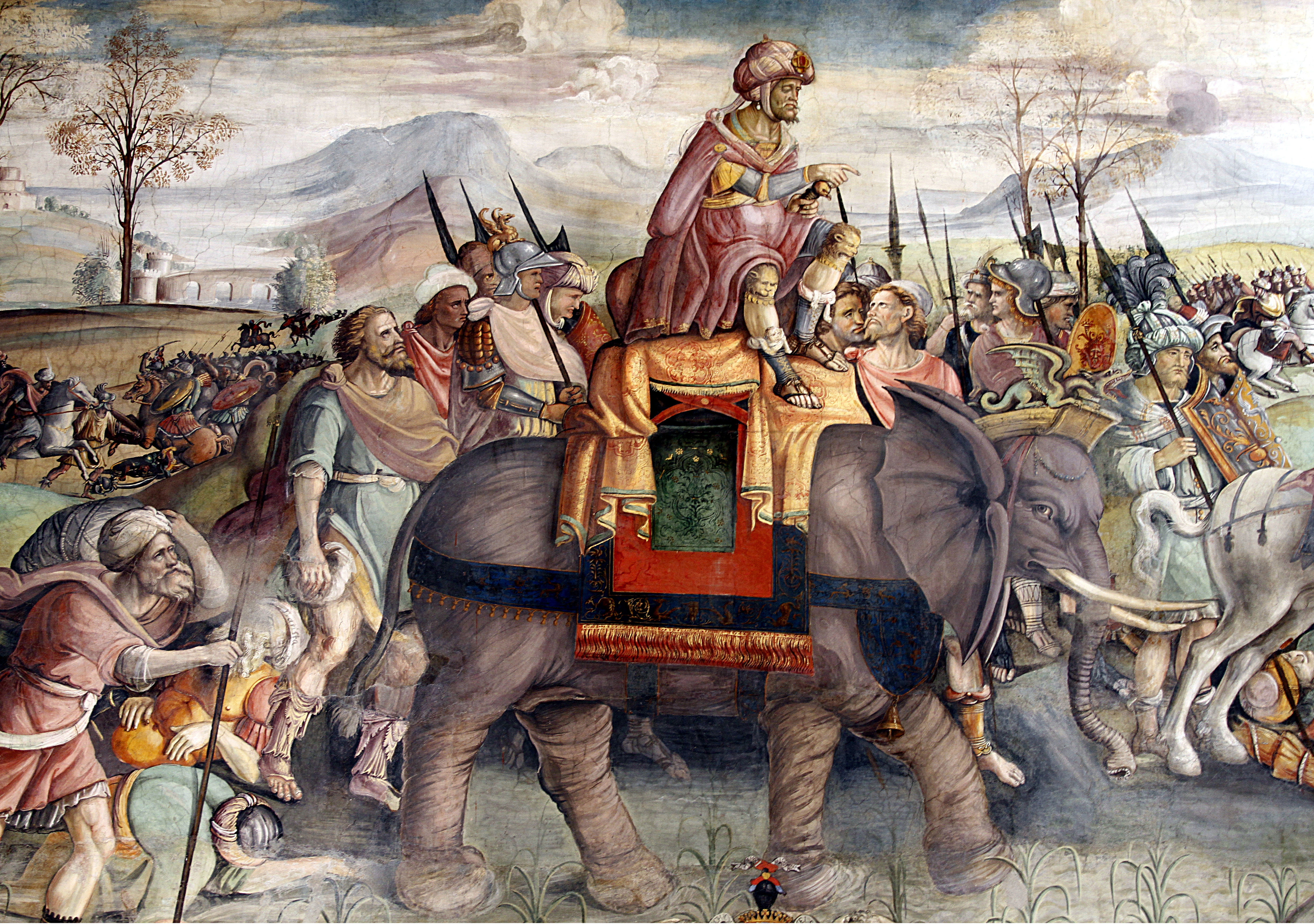
Hannibal korsar Alperna. Detalj av fresk från c:a 1510.

- Andra puniska kriget utkämpades år 218–202 f.Kr.. Det utlöstes av en tvist rörande staden Sagantum vid spanska medelhavskusten. Staden låg söder om demarkationslinjen Ebro men var allierad med Rom, som ansåg att den därmed hörde till deras intresseområde. Den kartagiske fältherren Hannibal tog initiativet och invaderade Apenninska halvön genom att tåga över Alperna. Man besegrade romarna grundligt i flera stora slag varav slaget vid Cannae år 216 f.Kr. är var det för romarna mest förödande, med förluster som har uppskattas till 40 000–70 000 man enbart på den romerska sidan.[29][30]

Även om det var nära, lyckades man inte att definitivt få Rom på knä. Den viktigaste orsaken till detta var enligt flertalet historiker romarnas hårdföra inställning till krig. Något förenklat handlade Roms inställning till krig om "att erövra eller erövras". Man menar att vilken annan antik statsbildning som helst, utom Rom, hade erkänt sig besegrad efter ett så förkrossande nederlag som slaget vid Cannae var.[källa behövs] En nutida tolkning är, att Rom kunde fortsätta kriget genom att deras bundsförvanter över hela den italiska halvön kunde ställa upp med långt flera soldater än Hannibal, som var beroende av legosoldater och inte hade resurser att värva hur många som helst. Rom kunde därmed fortsätta kriget även om många dödades.
Konflikten utvecklades efter Cannae till ett rent utnötningskrig där romarna undvek regelrätta fältslag och i stället angrep sin motståndare under förflyttningar och försvårade fiendens proviantering. Romarna angrep så småningom Kartagos spanska områden. En stor kartagisk truppförstärkning lyckades ta sig från Spanien över Alperna men stoppades av romarna vid det strategiskt viktiga slaget vid Metaurus 207. År 204 lyckades den romerske fältherren Publius Cornelius Scipio landsätta trupper i Nordafrika, och Kartago kallade hem Hannibal och hans arme´för att försvara sina kärnområden. År 202 besegrades Hannibal vid Zama i nuvarande Tunisien. Året efter slöts ett för kartagerna mycket hårt fredsavtal. Man tvingades betala ett jättelikt krigsskadestånd och tvingades avstå alla besittningar utanför Afrika.
- Tredje puniska kriget varade 149–146 f.Kr. Efter segern i det andra puniska kriget var Rom den odiskutabelt starkaste makten i västra Medelhavsområdet, och Kartago var i vissa avseenden reducerad till en romersk lydstat. Kartago började dock återigen bygga upp sin ekonomi, nu med ett affärsmässigt jordbruk som huvudnäring, och många förmögna romare såg detta som ett hot. Bland dem fanns Marcus Portius Cato, som under många år avslutade varje yttrande i senaten med "För övrigt anser jag att Kartago bör förstöras". År 149 f.Kr. bröt ett tredje krig ut. Efter en tre år lång belägring föll Kartago 146 f.Kr. Staden jämnades med marken och på den gamla fiendestatens territorium inrättades den nya romerska provinsen Africa.[33]

En fråga som har upptagit både antika historiker, som Polybius och hans sentida kollegor, är vad som drev Rom respektive Kartago in i dessa långvariga krig som kostade enorma ekonomiska resurser och hundratusentals människoliv. Mary Beard pekar på att Kartago hade byggt upp sitt välstånd och sin existens på handel och därför behövde kontroll över sjövägarna. Rom, å sin sida, var inte en handelsnation men hade skaffat sig allierade som kom i direkt konflikt med Kartago om handel och vattenvägar. Beard menar inte, som den nästan samtida Polybius, att Rom drevs av en överordnad politisk ambition att skapa ett imperium. Snarare, menar hon, var drivkrafterna en blandning av stöd till allierade och de rikedomar man kunde lägga beslag på från besegrade fiender.
I och med segern i det första puniska kriget inleddes en ny period i Roms utveckling. För första gången kontrollerade man nu områden utanför den apenninska halvön, och de folk som bebodde Sardinien, Sicilien och Korsika erbjöds inte samma relativa självständighet som tidigare besegrade folk. De nya landområdena sågs som erövrade och kom att administreras militärt, direkt underställda Rom. Man tog skatter av invånarna och drog nytta av naturrikedomar genom ett system med guvernörer som hade att samla in och leverera spannmål och andra jordbruksvaror till Rom. Dessa personer, med titlarna pretor, propretor eller prokonsul, hade samtidigt mycket stora möjligheter att utöka sina egna förmögenheter, eftersom det i praktiken inte fanns någon kontroll av deras verksamhet. Rom hade fått sina första provinser, och i fortsättningen blev detta den gängse administrativa lösningen när man lade under sig nya territorier. Provinserna kom att leverera inte bara jordbruksprodukter utan också ädla metaller, konstverk och slavar, och detta i så hög grad att själva krigföringen blev självfinansierande. Konkurrensen om de rika besittningarna skulle så småningom leda till uppslitande inbördeskrig mellan olika fältherrar.

### Expansion österut

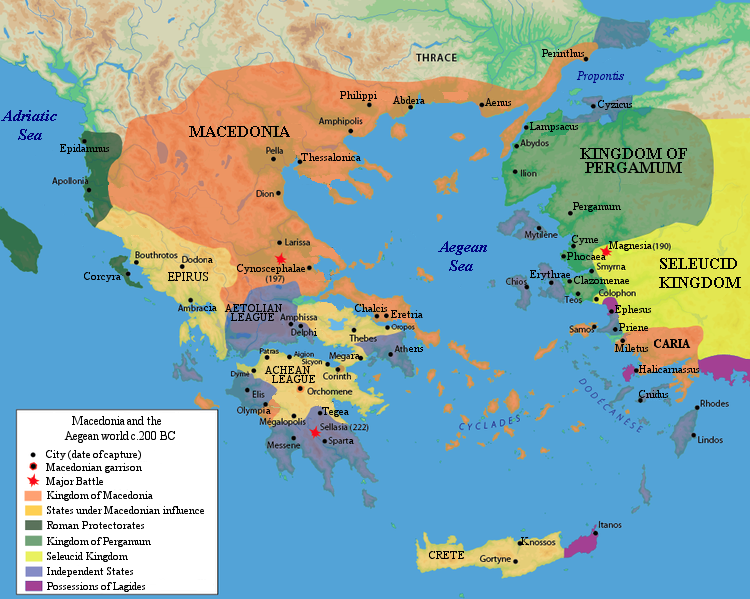
Området kring Egeiska havet c.a 200 f. Kr.

Östra medelhavsområdet hade efter Alexander den stores död 323 f.Kr. delats upp mellan hans generaler. I slutet av 200-talet fanns där tre stora riken: Makedonien, som kontrollerade Egeiska havet och hade fästningar i Grekland, Seleukidriket med centrum i norra Syrien och anspråk på Mesopotamien och Mindre Asien och det Ptolemaiska riket med centrum i Egypten. Rom utnyttjade konflikterna inom och mellan dessa riken och från slutet av 200-talet utvidgades det romerska väldet även österut. Detta skedde genom en kombination av krig och diplomati, där Roms drivkraft inte var att utöka sina råvarutillgångar eller "marknader" utan i stället att förhindra att de östliga rikena slog sig ihop och blev ett hot mot Rom. Kung Filip V av Makedonien ställde sig på Hannibals sida efter slaget vid Cannae 216.
I kriget mot Makedonien allierade sig Rom med Aitoliska förbundet och lyckade med deras hjälp binda Filips trupper i själva Grekland. År 205, när Rom började få övertaget mot Kartago, avslutades det makedoniska kriget. Filip hade inte vunnit något på konflikten medan Rom hade skaffat sig allierade både i Grekland och Mindre Asien. De grekiska områden som erövrats från Makedonien gjordes inte till provinser utan förklarades som fria stater, som förväntades agera lojalt och tacksamt gentemot sin befriare Rom. Klientsystemet, med sitt beroendeförhållande mellan patronus och klienter, blev därmed modell för förhållandet mellan välgöraren Rom och dess vänskapligt sinnade skyddslingar.
Roms ökade inflytande kring Egeiska havet ändrade maktbalansen på ett sätt som så småningom ledde fram till ett krig mellan Rom och seleukiderriket, under Antiochos III. Detta krig, kallat det syriska kriget, ledde till att Anthiochos vid freden i Apamea år 188 tvingades avträda hela Mindre Asien till Rom. Rom gjorde inte de nyerövrade områdena till provinser utan införlivade dem i klientstaterna Pergamon och Rhodos, som i gengäld förväntades tillvarata Roms intressen in området. Romerska affärsmän ägnade sig i allt högre grad åt handelssjöfart på Egeiska havet, och de kunde nu räkna med beskydd från Pergamon och Rhodos.
År 171–168 f.Kr. rasade det s.k tredje makedoniska kriget som ledde till att Makedonien, under kung Perseus, besegrades av Rom och styckades upp i fyra klientstater. Efter ett misslyckat uppror i början av 140-talet f.Kr. tog Rom direktkontroll och förvandlade hela den tidigare makedonska staten till en romersk provins. Även Grekland lades under romersk kontroll och endast några få traditionsrika städer, bland andra Athen, bevarade sina gamla rättigheter.
År 133 f.Kr. fick Rom en stor "gåva" när kungen av Pergamon testamenterade hela sitt rike till Rom, som omvandlade det till en provins med namnet Asia. Det judiska riket, som tidvis varit självständigt och tidvis lytt under det ptolemaiska Egypten eller under seleuikidriket, erövrades av den romerske konsuln Pompejus år 63 f.Kr och omvandlades tillsammans med andra erövringar till provinsen Syria. Därmed var det gamla seleukidiska riket utraderat och hela östra medelhavsområdet lydde under antingen Rom eller Egypten.

### Ekonomi: Provinserna och slavarna

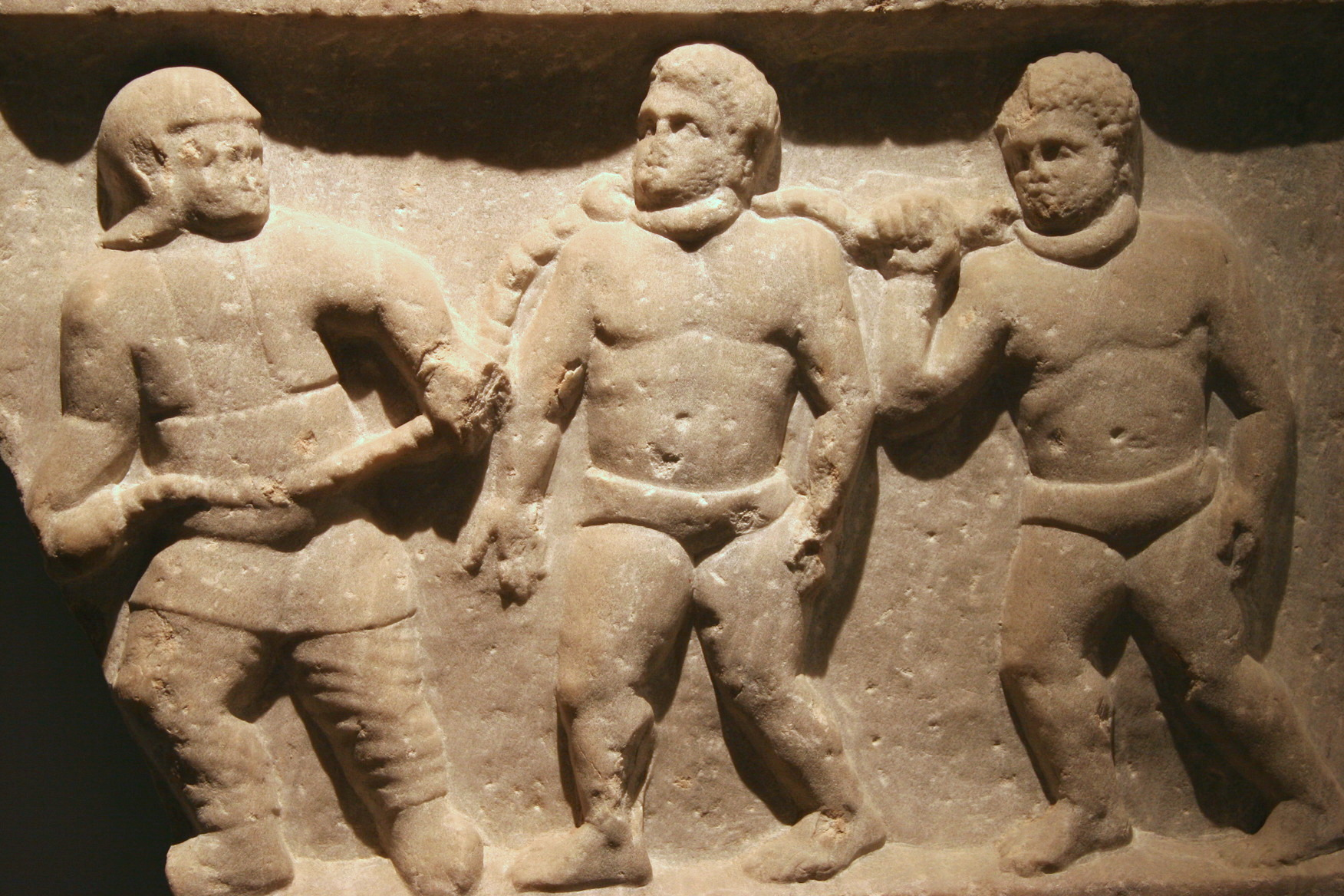
Tillfångtagna slavar med halskragar. Marmorrelief i Smyrna, Mindre Asien (200-talet e.Kr.)

Samtidigt som Rom expanderade österut hade man svårigheter att behålla makten över Iberiska halvön, som man erövrat från Kartago genom andra puniska kriget. De spanska stammarna stred för sin självständighet och Rom kunde befästa sin överhöghet först år 133 f.Kr, efter strider kring staden Numantia.
Under 100-talet blev alltså Rom den ledande makten i hela medelhavsområdet. De erövrade områdena plundrades på rikedomar, och den besegrade befolkningen såldes som slavar. Provinsernas och klientstaternas naturtillgångar utnyttjades genom metallbrytning i Spanien och genom odling av brödsäd på bland annat Sicilien. Den romerska statskassan (aerarium) fylldes av tributer och krigsskadestånd och från år 167 f.Kr. befriades alla romerska medborgare från att betala skatt. Men de som tjänade mest på alla erövringar var fältherrarna, som hörde till traditionellt inflytelserika familjer inom senatsadeln. I Grekland och Mindre Asien uppfattades och uppträdde de inte som representanter för Rom utan som härskare i egen rätt, och på hemmaplan fick de allt större politiskt inflytande.
Provinserna och klientstaterna plundrades och sögs ut av de nya härskarna, men de många krigen mot tärde hårt även på romarna. Framförallt drabbades bondebefolkningen hårt. Under andra puniska kriget blev stora delar av Italien under åratal utsatta för en främmande härs härjningar. Värnplikten i de utdragna krigen blev samtidigt en mycket svår belastning för småbönderna, som utgjorde kärnan i den romerska värnpliktsarmén. Tidigare hade krigstjänsten oftast inneburit kortare insatser på hemmaplan, men vid mitten på 100-talet kunde romarna ha medborgarhärar på över 50 000 man i Grekland och Mindre Asien, samtidigt som de också var engagerade i Spanien och Nordafrika. Många dog – romarnas till synes outtömliga tillgång på soldater var ett viktigt skäl till segern mot Hannibal. Andra blev tvungna att lämna ifrån sig sina gårdar eftersom de inte kunde sköta dem på grund av krigstjänsten. Resultatet blev en nedgång i den agrara produktionen. Importen av billig brödsäd från provinserna och inte minst Egypten blev allt viktigare och både drev fram och möjliggjorde flytten från landsbygd till stad. Mängder med bönder strömmade in till själva staden Rom, där den snabba urbaniseringen ledde till stora sociala missförhållanden. En ny egendomslös underklass, kallad proletariatet skapades.
Senatsadeln och andra mäktiga grupper drog nytta av att många småbruk blev till salu. I bördiga områden skapade de plantager, latifundier, för odling av avsaluprodukter som oliver, vin och grönsaker, och på andra ställen bedrevs storskalig boskapsskötsel. För att driva allt detta, och för arbetet i gruvor, krävdes mängder med slavar. De hämtades från de erövrade områdena, inte minst genom regelrätt slavjakt i norra mindre Asien, och ofta levde under fruktansvärda förhållanden. På Sicilien, där jordbruket konsekvent genomfördes med slavdrift, utbröt under 100-talet f.Kr. två stora slavuppror, där det första varade i tre år innan det år 132 kunde slås ned av den romerske konsuln Rupilius.

### Hellenistisk kultur

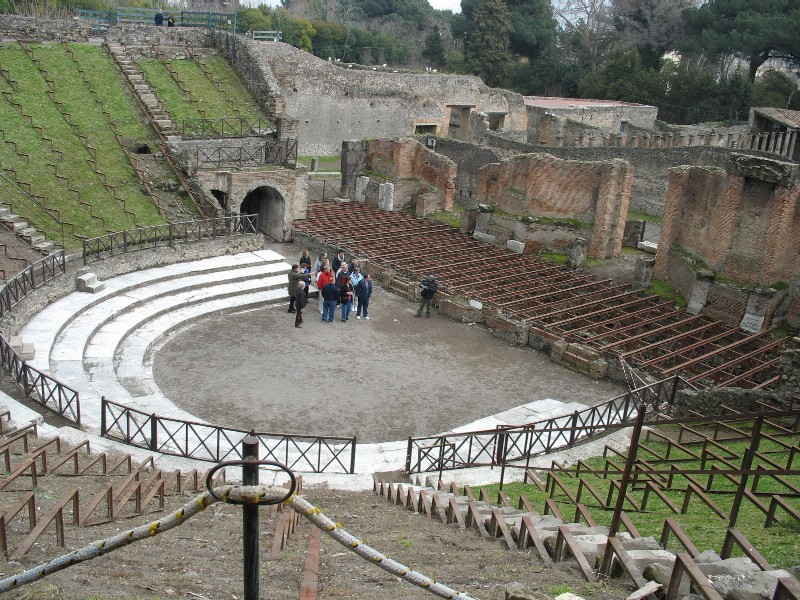
Resterna av stora teatern i Pompeji, byggd på 100-talet f.Kr. efter grekiska förebilder.

Det östra medelhavsområdet hade efter delningen av Alexanderriket behållit en kulturell och språklig gemenskap, som med en term från 1600-talet brukar kallas hellenism. Hellenismen brukar beskrivs som en blandkultur med både grekiska och orientaliska komponenter, där det grekiska inflytandet och språket var den gemensamma nämnaren. Den var i hög grad en elitkultur, som omfattades av det grekisk-makedonska styrande skiktet och den inhemska aristokratin men knappast av befolkningen i allmänhet. När romarna erövrade eller slöt allianser med de hellenistiska rikena kom de också i närmare kontakt med deras kultur. Grekisk "finkultur" flödade in över Rom och de bildade romarna började använda det grekiska språket. Även på latin skrevs verk som hämtat sin inspiration och ibland också sin handling från grekiska skådespel och diktverk.

### Inbördeskrig och sociala kriser

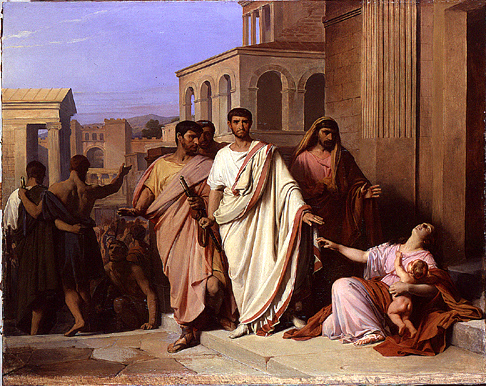
Caius Gracchus på en målning av Pierre-Nicolas Brisset 1840.

Republikens sista århundraden präglades inrikes framförallt av djupa sociala kriser, allt större motsättningar mellan de olika släkterna inom nobiliteten och slutligen av ett totalt sammanbrott för det republikanska statsskicket som mängder av inbördeskrig.
Tidigare hade den romerska krigsmakten förlitat sig på en värnpliktsarmé där bondebefolkningen utgjorde ryggraden men efter de puniska krigen fanns inga förutsättningar för att behålla värnpliktsarmén. Istället gick man alltmer över till en yrkesarmé. Soldaternas pension garanterades inte av den romerska staten utan av generalerna. Soldaterna blev därför lätt lojala i första hand mot sina generaler och inte den romerska staten. Detta gjorde det lätt för makthungriga personer att sätta upp privatarméer vilket var en av orsakerna till de ständiga inbördeskrigen och i förlängningen slutet för republiken.
Det fanns progressiva krafter inom senaten som försökte hjälpa bondebefolkningen på fötter igen samt stödja proletariatet i städerna. De främsta av dessa var de två bröderna Gracchus (Tiberius och Gaius) som var framstående medlemmar i den plebejiska nobiliteten. De var båda folktribuner och försökte via en jordreform att utdela ny jord till egendomslösa bönder. Detta mötte hårt motstånd bland de konservativa krafterna inom senaten. Båda bröderna mördades, Tiberius 133 f.Kr. och Gaius 121 f.Kr. Efter mordet på Gaius följde en massaker på hans anhängare där 3000 mördades. De flesta forskare är emellertid eniga om att bröderna inte bara drev sin politik av sociala skäl. Minst lika viktigt menar man var att man hoppades kunna behålla värnpliktsarmén genom att få en stabil och relativt välmående bondeklass.
Senatsadeln, som i sig var en liten och gynnad minoritet av befolkningen, delades efter bröderna Gracchus tid i två fraktioner, som ibland kallas "partier" men som inte kan jämföras med dagens tydligt organiserade politiska partier. Flertalet i senaten tillhörde den konservativa fraktionen och kallade sig själva optimates, "de bästa". Utbrytarna, som i Gracchernas efterföljd förespråkade mer radikala lösningar på samtidsproblemen, kallades av sina motståndare för populares, "de folkliga". Den förmenta folkligheten tog sig bland annat uttryck i att man ofta förlitade sig på folkförsamlingen och dess tribuner. Båda grupperna var dock främst inställda på att främja den lilla härskande elit som de tillhörde, och det var inte ovanligt att man gick från det ena lägret till det andra för att nå sina politiska mål.
Under decennierna innan 100 f.Kr. hotades Rom militärt av kung Jugurtha i klientstaten Numidien, nuvarande Algeriet, och av germanska stammar (cimbrer och teutoner) i nuvarande Frankrike. Jugurtha besegrades år 106 av den romerske konsuln och fältherren Gajus Marius. I kriget mot germanerna led romarna år 105 ett förödande nederlag vid Arausio i sydöstra Frankrike, där den romerska hären på 80 000 man blev fullständigt förintad. För att rädda Rom från att härjas av germaner, så som skett år 387, fick Marius extraordinära befogenheter, valdes i strid mot tidigare regler till konsul i hela sex år i rad och organiserade en armé som inte bestod av småbönder utan av proletärer. Det germanska hotet slogs ned, men den stora proletärarmén gav upphov till en politisk kris kring frågan om de tidigare jordlösa soldaterna skulle få odlingsjord för att kunna försörja sig efter kriget – och i så fall, var det fältherren eller staten som skulle ge dem jorden?
Makten över den apenninska halvön hölls genom en federation av stater som utrikespolitiskt var underställda Rom men hade visst inre självstyre. Deras invånare var inte fullvärdiga romerska medborgare och hade ingen rätt att påverka de beslut som fattade i Rom. År 91 f.Kr. lade folktribunen Marcus Livius Drusus fram en serie lagförslag om fördelning av jorden, som påminde om bröderna Gracchus 30–40 år tidigare. Han föreslog också att medborgarskapet skulle utvidgas till att omfatta alla fria män på den Apenninska halvön. Även Drusus blev mördad, ett mord som blev en av de utlösande faktorerna för ett stort krig i Roms eget närområde. Bundsförvantskriget år 90–89 f.Kr. syftade till att riva upp Roms maktställning i Italien. De många federerade staterna införde ett eget mynt med antiromerska symboler och samlade ihop en här på 100 000 man. De slogs ned under ett blodigt krig där den romerska armén leddes av Lucius Cornelius Sulla. De av bundsförvanternas män som kapitulerade erbjöds romerskt medborgarskap och Rom etablerade direkt styre över Italien upp till floden Po och fick 500 000 nya medborgare.
Rom blev nu huvudstad för hela Italien söder om Po, men behöll stadsstatens politiska organisation som byggde på att alla medborgare kunde samlas på Forum och fatta beslut. Få av de nya medborgarna hade möjlighet att utnyttja sina formella rättigheter att välja ämbetsmän och besluta om nya lagar. I stället var det fältherrarna som, med hjälp av sina privatarméer, kom att kämpa om makten.

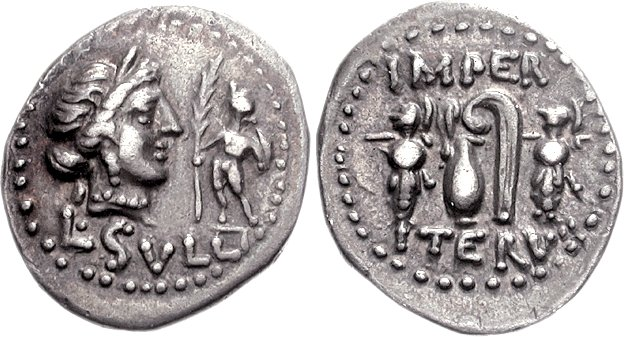
Mynt från Sullas myntslageri, 83 eller 84 f.Kr. På framsidan Venus, som Sulla såg som sin speciella beskyddare, och på baksidan troféer från kriget mot Mithradates.

Kung Mithradates i småriket Pontos i norra Mindre Asien började år 89 ett krig mot Rom genom att invadera provinsen Asia. Resningen spred sig till Grekland där Mithradates hälsades som en befriare. Senaten uppdrog åt Sulla att slå ned upproret, medan folkförsamlingen gav Marius samma uppdrag. Ett kort inbördeskrig utbröt mellan de båda krigsherrarna, och efter att ha segrat i det begav sig Sulla till Grekland där han nästan, men inte fullständigt, besegrade Mithradates år 85. Under tiden tog Marius med hjälp av sina proletärsoldater makten i Rom. När Sulla återvände utbröt inbördeskrig mellan honom och de nya makthavarna. Sulla avgick med segern och genomförde en jättelik massaker på sina motståndare. Efter detta lät Sulla utropa sig till diktator. Denna position som envåldshärskare hade tidigare använts endast i extrema kristider och då endast för sex månader, men Sulla var diktator från år 82 tills han frivilligt avsade sig makten år 79. Han tillhörde optimatpartiet och hans stöd och sympatier låg hos senatsadeln och den traditionella aristokratin, och han genomförde reformer som bland annat syftade till att omintetgöra spåren efter bröderna Gracchus verksamhet. Senaten utökades och stärktes och antalet höga ämbetsmän blev större, samtidigt som de som varit folktribuner inte längre kunde avancera till högre ämbeten. Han tog också från konsulerna ansvaret för ordningen i provinserna och överlät den på de prokonsuler och propretorer som fått sig provinsen tilldelad och hade att försvara den mot yttre angrepp. På så sätt blev den militära makten uppdelad på flera händer.
Trots Sullas maktövertagande i själva Rom fortsatte inbördeskriget i provinserna, och först efter Sullas död år 78 lyckades hans gunstling Pompejus återställa statens auktoritet i Spanien. Åren 73–71 f.Kr. rasade det svåraste slavupproret i Romarrikets historia. Upproret bröt ut i Syditalien och leddes av gladiatorn Spartacus. Slavarmén växte till ca 100 000 man och vann flera stora slag. Först efter att romarna under ledning av Crassus satt in större delen av sina styrkor kunde upproret krossas. Spartacus stupade och för att avskräcka andra slavar från upprorsförsök korsfästes 6 000 tillfångatagna slavar utmed Romarrikets viktigaste väg Via Appia.[källa behövs]
Efter Sullas död 78 f.Kr. kunde hans anhängare behålla makten. År 70 valdes de båda segerherrarna Pompejus och Crassus till konsuler. De avskaffade de flesta av de lagarna Sulla infört och skapade en författning där folkförsamlingen stärktes och senaten försvagades. Pompejus fick förtroende att med alla medel krossa sjöröveriet I Medelhavet, och i ett sista krig mot Mithidrates VI besegrade Pompejus denne definitivt. Dessa framgångar hindrade inte det fortsatta inrikespolitiska förfallet med kuppförsök (både lyckade och misslyckade), inbördeskrig och politiska mord.

### Caesars uppgång och fall 60–44 f.Kr.

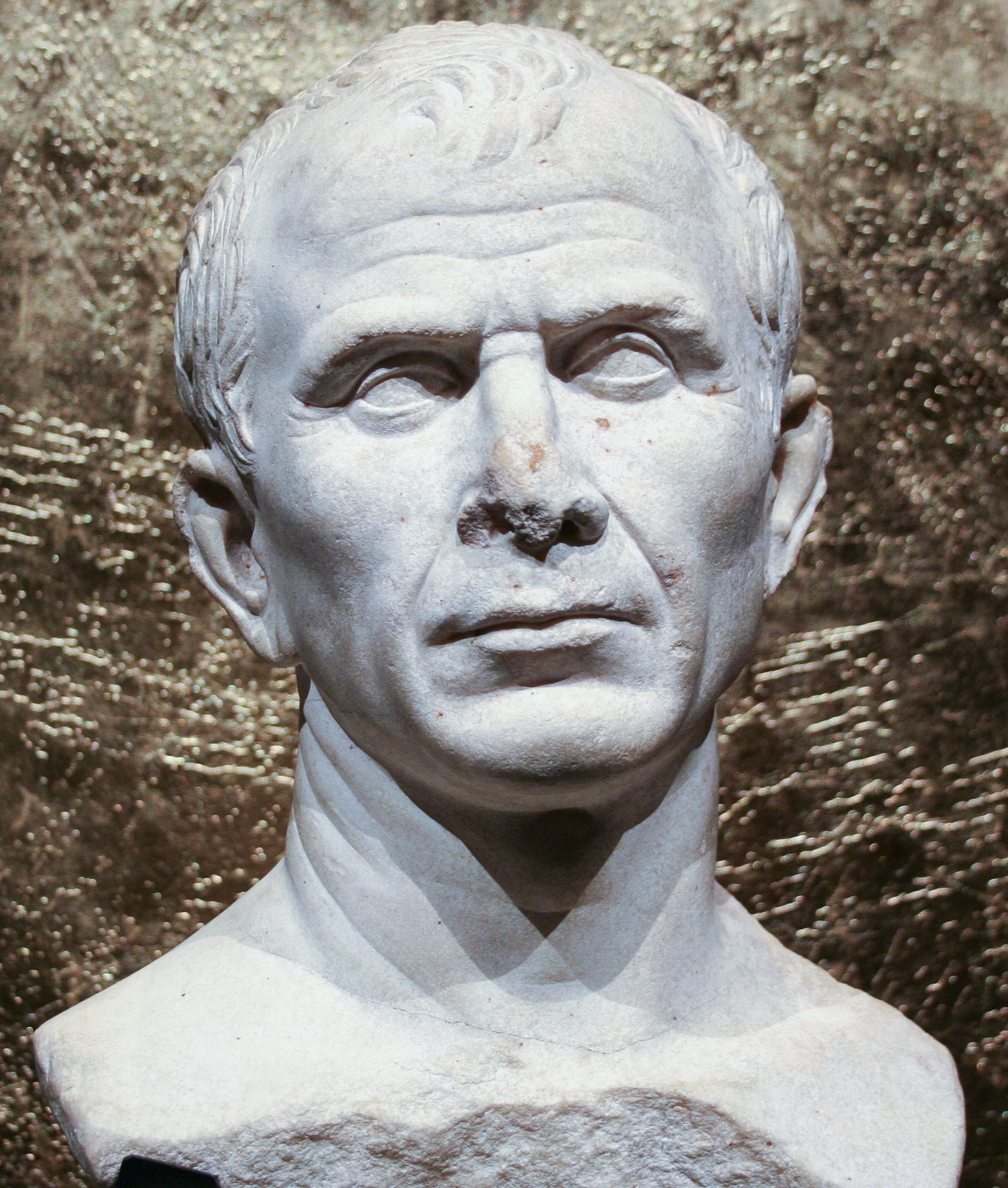
Julius Caesar. Denna marmorbyst anses vara en av de mycket få porträtt av Caesar som bevarats sedan hans livstid.

År 60 f.Kr. slöts en informell överenskommelse mellan Pompejus, Crassus, och Gajus Julius Caesar. Överenskommelsen är känd som det första triumviratet och innebar att de tre med hjälp av sina många klienters röster skulle stödja varandras intressen. Alla tre männen tjänade på avtalet. Pompejus hade pensionerade veteraner som tilldelats landlotter av honom, men senaten ville inte godkänna detta. Crassus, som enligt ryktet var romarrikets mest förmögna man, hade vänner som var kraftigt skuldsatta, dessa skulder ville Crassus få avskrivna. Caesar i sin tur ville ha den politiska makt som konsulsämbetet åtnjöt och därmed en betydelsefull militär befälspost.
År 59 f.Kr. blev Caesar enligt planerna vald till konsul. Han ställde sig som överenskommet bakom en lagstiftning som gynnade de andra två men förde i övrigt en politik som mycket liknade de tidigare radikala tribunernas program. Han skaffade sig också det militära kommandot över de romerska trupperna i Gallien (nuvarande Frankrike) och lämnade Rom år 58 f.Kr för att leda kriget mot gallerna. Kriget pågick i tio år och har skildrats av Caesar själv i Kommentarer om det galliska kriget. Drivkrafterna bakom detta långa krig var delvis den romerska skräcken för fienderna i norr, men även Caesars personliga önskan att överträffa sina rivaler i militär ära. Till slut hade Caesar ställt större territorium under romerskt styre än vad Pompejus hade gjort i öster, och i en kort men symboliskt viktig offensiv korsade han också det som romarna kallade "oceanen" och landsteg på den avlägsna ön Britannien. Kriget var mycket blodigt och Caesars armé dödade upp till en miljon människor. Hemma i Rom var det inte alla som uppskattade hans hårda behandling av gallerna, och senatorn Cato den yngre föreslog att han skulle ställas till rätta för att ha dödat kvinnor och barn.
Åren fram till 51 f.Kr. lade Caesar Gallien definitivt under romerskt styre. och år 50 var hans tid som vald ämbetsman slut och han skulle återvända till Rom. Senaten var oroad över hans maktambitioner och med stöd av hans forne allierade Pompejus gav de honom ett ultimatum, de krävde att Caesar skulle upplösa sina legioner och återvända till Rom ensam. Annars väntade ett förödmjukande åtal för eventuella olagligheter som han begått år 59. Triumviratet var nu upplöst. Crassus hade dött efter slaget vid Carrhae 53 f.Kr. i en misslyckad kampanj mot det parthiska riket i öster. Pompejus var guvernör över Spanien men skötte uppdraget genom ombud och hade i Rom skapat sig en position som förebådade det kommande kejsardömet.

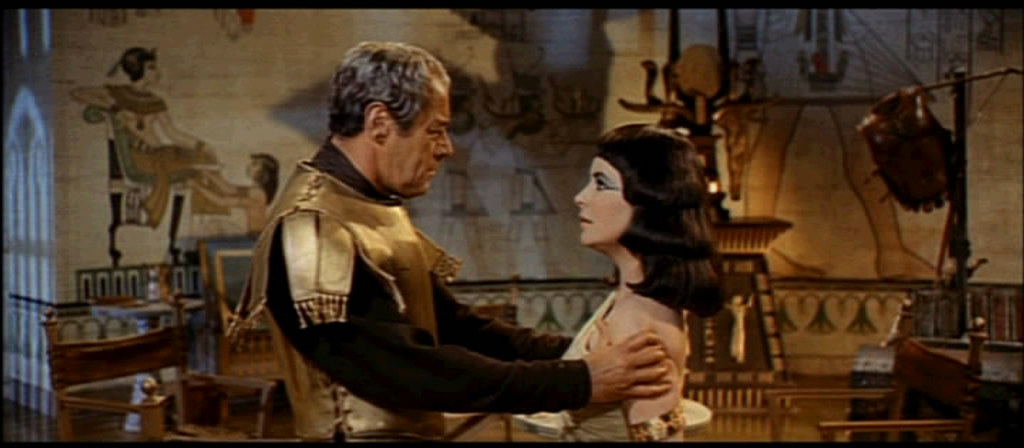
Kleopatra och Julius Caesar spelade av Elizabeth Taylor och Rex Harrison i en film från 1963.

Caesar vägrade att inrätta sig på det ultimatum han givits. Han och hans här korsade floden Rubicon, som var gränsen mellan hans provins och det romerska Italien. Där han lär ha yttrat det berömda citatet, "Alea iacta est" (tärningen är kastad) – enligt en av hans följeslagare sade han i stället det mindre beslutsamma låt tärningen kastas. Inbördeskriget var nu ett faktum och kom att fortgå i fyra år. Pompejus flydde till Grekland där han slutligen blev besegrad vid Farsalos. Han flydde återigen, den här gången till Egypten där han hade vänner som skulle skydda honom. Hans vänner fanns inte längre där och när han anlänt blev han mördad på order av en lokal furste som trodde att detta skulle ge honom fördelar hos Caesar. Pompejus huvud gavs sedan som gåva till Caesar. Det ledde dock inte alls till bättre relationer mellan de båda. Det berättas att Caesar grät när han fick Pompejus balsamerade huvud, och han stödde omgående en av furstens rivaler till Egyptens tron. Den rivalen var drottning Kleopatra VII, som även hade en öppen kärlekshistoria och – enligt egen uppgift – en son med Caesar.
Efter Pompejus död fortsatte Caesar kriget mot hans anhängare och andra motståndare i östra Medelhavsområdet, Nordafrika och Spanien. Trots att han endast sällan befann sig i huvudstaden lyckades han lyckades samtidigt bli vald till en rad olika ämbeten och samlade därmed på sig makt som ditintills hade varit uppdelad på flera personer. År 44 f.Kr. utsågs han till diktator på livstid. Han utökade senatorernas antal, vilket innebar att den gamla nobiliteten fick mindre att säga till om, och han fullföljde Gajus Gracchus program för att underlätta stadsproletariatets livsvillkor. Även på andra sätt framstod han som en folkets man, men han ifrågasatte aldrig den privata äganderätten och delade ut jord till proletärer endast på den besegrade Pompejus egendomar och ute i provinserna.
Caesars reformer var inte populära hos den etablerade senatsadeln, som också tyckte illa om att Caesar omgav sig med stor pompa vid sina offentliga framträdanden. Ett sådant framhävande av den egna personen ansågs strida mot vedertagna republikanska principer, och det började gå rykten om att Caesar hade ambitioner att utropa sig till kung. En grupp sammansvurna beslutade sig därför att röja Caesar ur vägen. Den 15 mars 44 f.Kr. mördades han under ett senatssammanträde. Den engelske antikhistorikern Ronald Syme betecknar mordet som en avrättning som genomfördes kollektivt.
Bland de sammansvurna senatorerna fanns Cassius och Caesars mångårige vän Brutus. Mordet har senare, kanske framför allt genom Shakespeares drama Julius Caesar, kommit att ses som urtypen för det politiska mordet som motstånd mot tyranni. De citat som sägs skildra mordet som t ex."Et tu, Brute?" ("Även du, min Brutus?") härrör till stor del från Shakespeare, och bland historiker finns olika uppfattningar om mördarnas egentliga motiv.

## Republikens sista tid – 44–27 f.Kr.

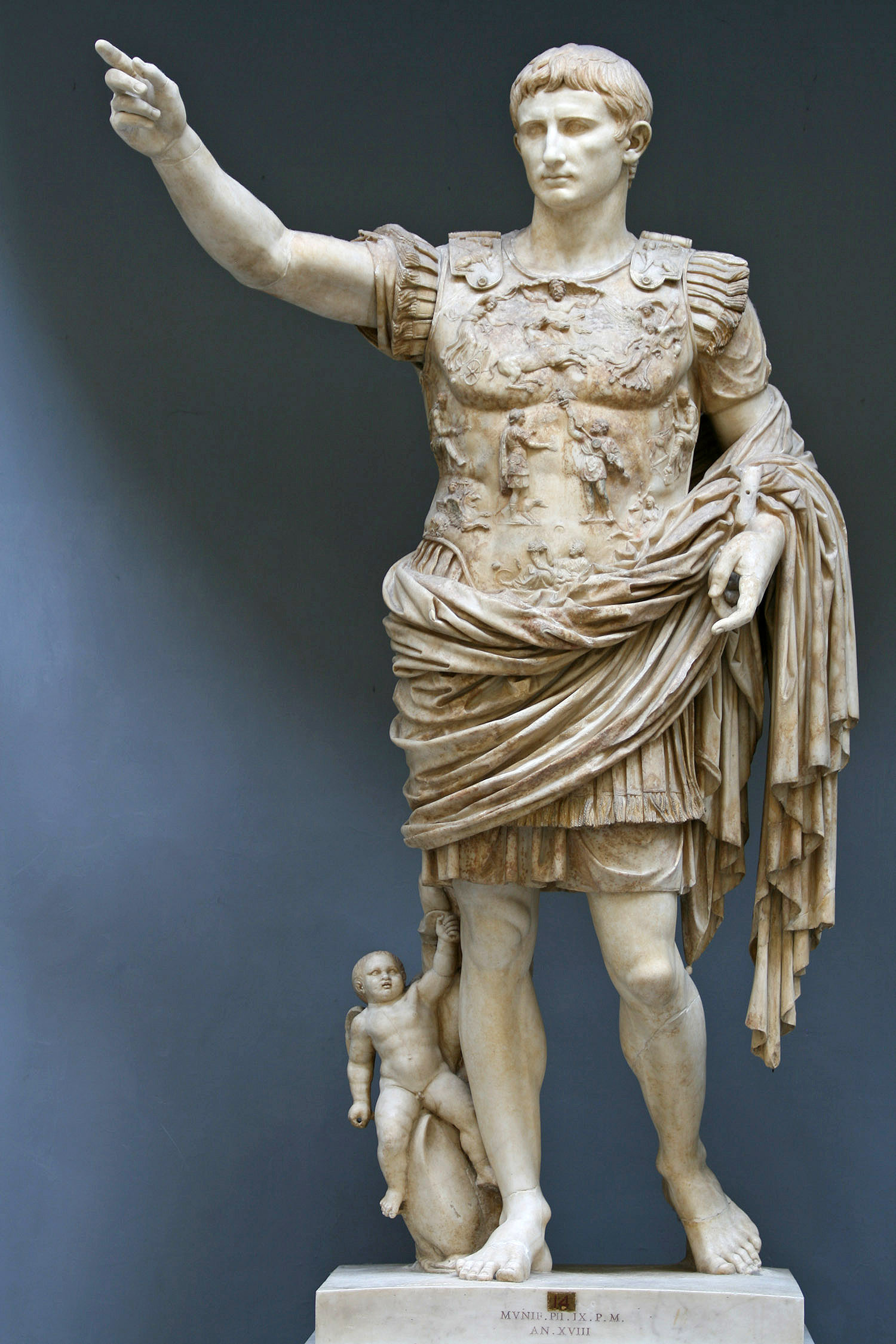
Octavianus i skulpturen Augustus från Prima Porta.

Mordet på Caesar utlöste kaos i Rom. Senaten utfärdade amnesti för Caesarmördarna, men Roms befolkning och soldaterna i Caesars här såg inte Caesar som en tyrann utan tvärtom som en välgörare, och en komet användes i propagandan som ett tecken på att han upptagits bland gudarna. Caesars kropp brändes under en spontant anordnad eldbegängelse på Forum, framför senatslokalen Curian, som fattade eld i det allmänna tumultet. Konsuln Antonius höll ett emotionellt laddat liktal och lät läsa upp den dödes testamente, som innehöll bestämmelser om penningutdelningar till folket och hären. Caesar hade ingen inomäktenskaplig biologisk son, men i testamentet avslöjades att han adopterat sin artonårige systerdotterson Octavius, som i och med adoptionen övertog adoptivfadernas hela namn med Octavianus som tillägg. Han kom snabbt att kallas "den unge Caesar" och kom sedermera – år 27 – att få hedersnamnet Augustus.
Den mördade diktatorn hade i egen person innehaft flera olika ämbeten och dessutom kontrollerat en stor här. Hans död innebar ett maktvakuum och blev början på en period av intriger och inbördeskrig som till stor del gällde vem som skulle få kontrollen över olika provinser. Antonius, som var konsul och därmed formellt företrädde den högsta statsauktoriteten försökte men misslyckades bli prokonsul över provinsen Gallia Cisalpina (Poslätten) där han skulle kunnat hålla en armé bara några dagsmarscher från Rom. Octavianus lyckades med hjälp av sin förmögenhet och sitt namn som Caesars son vinna en mängd klienter och inflytande, och satte upp en privat armé. Trots att armén var tillkommen på ett helt författningsstridigt sätt fick Octavianus senatens stöd i att rädda fäderneslandet från Antonius maktanspråk. I ett öppet inbördeskrig i början av år 43 tvingades Antonius retirera och Octavianius tvingade senaten att välja sig till konsul.
När Octavianus väl hade etablerat en maktposition började han samarbeta med sina tidigare motståndare. Ett år efter mordet på Caesar bildades det så kallade andra triumviratet mellan Ocatavianus, och de gamla makthavarna Antonius och Marcus Lepidus. Antonius hade uppnått stor berömmelse som general och politiker. Även Lepidus hade stora militära bedrifter på sin meritlista. Tremannastyret var lagligt sanktionerat med mandat att hämnas Caesars död och återställa ordningen i staten.
Triumviratet spårade snabbt upp många av konspiratörerna och andra som av olika skäl misstänktes ogilla Roms nya härskare. Många av dem dödades, däribland Cicero. Både Brutus och Cassius lyckades dock komma undan och samlade sina arméer i norra Grekland. Inbördeskriget var ett faktum och kom att avgöras vid Filippi år 42 f.Kr. Antonius styrkor avgick med segern, och både Cassius och Brutus begick självmord. Efter detta delade de tre triumvierna upp riket. Antonius erhöll den östra delen medan Octavianus tog hand om den västra – Lepidus försköts efter några år.
Som härskare i Romarrikets östra del kom Antonius i kontakt med Egyptens drottning Kleopatra, och det visade sig att Caesar var far till hennes son Caesarion. Efter något år blev han återkallad till Rom och gifte sig med Octavianus syster Octavia. Syftet var förmodligen att omöjliggöra svåra konflikter mellan Antonius och Octavianus. År 39 f.Kr. återvände Antonius till Egypten, och han tycks på riktigt blivit förälskad i Kleopatra. Till många romares ilska gifte han sig med drottningen vilket var början till en konflikt med Octavianus som skulle utmynna i ett nytt inbördeskrig.
Antonius fick tre barn med Kleopatra. Under dessa år blev relationen med Octavianus allt sämre. Konflikten blev akut år 32 f.Kr. när Antonius försköt Octavia. Dessförinnan hade han år 34 f.Kr. i Egyptens huvudstad Alexandria förklarat att bara Caesarion var den enda rättmätiga arvingen till sin mördade pappa. Samtidigt som han förklarade Caesarion vara "kungarnas kung", gjorde han samtidigt sina egna barn med Kleopatra till underkungar.
Många i Rom fruktade för Antonius planer om att införa monarki, och att flytta huvudstaden (antog man i alla fall) till Alexandria. Många ogillade den livsstil som de österländska monarkerna hade, och som Antonius uppenbart trivdes med. Octavianus bedrev en intensiv propagandakampanj mot honom, och när han lyckades komma över Antonius testamente, gav det honom den anledning som behövdes för att förklara krig. I testamentet stod till exempel att Antonius ville bli begravd i Egypten jämte sin fru och drottning. Det var mer än vad de flesta i Rom kunde acceptera.
Återigen hade Romerska riket drabbats av ett inbördeskrig, men styrkeförhållandena var faktiskt till Antonius fördel, och många senatorer hade valt att stödja honom. Sommaren år 31 f.Kr. hade motståndarna dragit ihop enorma flottstyrkor utanför Actium vid Greklands västkust. För tredje gången på 15 år skulle ett Romerskt inbördeskrig avgöras i Grekland. Octavianus segrade i slaget vid Actium, men Antonius och Kleopatra lyckades fly till Egypten där de förgäves försökte mobilisera ett sista motstånd. När det inte lyckades, begick de självmord år 30 f.Kr.
Octavianus var därefter ensam härskare i Rom. År 27 f.Kr. erhöll han av senaten hedersnamnet Augustus – den lysande – och tilldelades exceptionella maktbefogenheter samtidigt som senaten fortfarande formellt styrde riket. Av eftervärlden betraktas detta som det sista steget i den process som förvandlade Rom från en republik till ett kejsardöme.